# Museo de Arte Religioso Juan de Tejeda
El Museo de Arte Religioso Juan de Tejeda es un museo ubicado en la ciudad de Córdoba, Argentina.

## Historia
El solar originario sobre el que fue construida la primera casa le fue donado a Tristán de Tejeda quien acompañaba al fundador de la ciudad, Jerónimo Luis de Cabrera. El hijo de Tristán de Tejeda, Juan, fue quien construyó la primera edificación sobre dicho solar. La misma incluía ranchería para esclavos, sitio para carruajes y carretas, animales domésticos y una huerta. Posteriormente, en 1628, fundó el Monasterio de  Carmelitas Descalzas y el templo de Santa Teresa. Es dentro de dicho monasterio donde se encuentra el museo Juan de Tejeda y fue en esta casa donde nació hace más de 400 años Luis José de Tejeda y Guzmán, primer poeta argentino.

## Arquitectura
Se accede al mismo por un portal con reminiscencias de arquitectura andaluza y portuguesa. Una celda interior tiene una puerta antigua con cuarteles de madera formando juego de luces y sombras, y otra cercana a ella con dos hornacinas de argamasa, con terminación de flores y granadas antes pintadas de azul.

## Obras
Desde el patio del primer claustro se pueden observar  torres de la catedral. Las paredes que delimitan las celdas son de cal y canto igual que en 1600 y contienen objetos de culto muy antiguos de este y otros templos, entre ellos El Señor de la Paciencia, pieza única que proviene del antiguo Monasterio de las Catalinas y el Altar Portátil con talla policromada. Además, pintores contemporáneos han donado obras.

## Actualidad
El 16 de octubre de 2013 la Municipalidad de Córdoba y el Arzobispado de Córdoba firmaron un Convenio de Colaboración para llevar adelante la reapertura del Museo de Arte Religioso Juan de Tejeda que había permanecido cerrado durante algunos años. La firma del mismo se efectivizó con la presencia del señor Arzobispo Monseñor Carlos José Ñañez, el Intendente Municipal Dr. Ramón Javier Mestre y el Secretario de Cultura Francisco Marchiaro. Participaron también del encuentro el Padre Carlos Ponza y la Sra. Nora Caligari en representación del Consejo de Administración de la Fundación del Museo Tejeda, y la Museóloga Celina Hafford, responsable de la institución en aquel momento.
El acuerdo se sustentó en el reconocimiento de la importancia que tiene para la Ciudad el legado  artístico y religioso del edificio y las colecciones del Museo, así como en la necesidad de aunar esfuerzos para proteger y desarrollar su patrimonio. Por intermedio de este convenio se establecieron los lineamientos para garantizar la apertura, funcionamiento y mantenimiento del Museo de modo regular y estable. Se establecieron también una serie de consideraciones que permitieron contar con personal calificado que pueda abordar las funciones de conservación preventiva, documentación, exhibición, educación y recreación que claramente definen a este tipo de instituciones, tal como lo expresa el ICOM (Consejo Internacional de Museos).
Este museo históricamente ha registrado un altísimo nivel de visitantes extranjeros. Manteniendo este tipo de afluencia, el objetivo ha sido ampliarlo a la comunidad de pertenencia, entendiendo que todo espacio cultural incide en la realidad de su gente. En este sentido, se presta especial atención al diseño de propuestas educativas, recreativas y culturales para el público general y para instituciones educativas. La programación cultural y las visitas guiadas tienen un papel protagónico.
La colección mantiene su perfil orientado al arte religioso desde una perspectiva estética, histórica, simbólica y antropológica. Estas dimensiones del patrimonio se ven reflejadas en un guion museológico-museográfico que se plasma en las exposiciones en forma paulatina, sostenida y coherente, en un proceso de ejecución permanente, y que será informado a la comunidad en cada instancia.